# Rosewood (Fernsehserie)
Rosewood ist eine US-amerikanische Fernsehserie, die von Todd Harthan entwickelt wurde. Ihre Premiere hatte die Serie am 23. September 2015 beim Sender Fox. In Deutschland ist die Serie seit dem 14. März 2017 beim Pay-TV-Sender Sat.1 emotions und seit dem 1. Juli 2017 bei Kabel eins sowie seit dem 4. Januar 2021 bei sixx im Privatfernsehen zu sehen.
Anfang April 2016 wurde die Produktion einer zweiten Staffel bekannt gegeben. Deren Ausstrahlung fand ab dem 22. September 2016 statt. Im Mai 2017 gab Fox die Einstellung nach zwei Staffeln bekannt.

## Handlung
Dr. Beaumont Rosewood Jr. ist als Privat-Pathologe in Miami tätig, wo er ein modernes Hightech-Labor unterhält und zur Aufklärung schwieriger Fälle beiträgt. Er ist aufgrund eines genetischen Fehlers und darauf basierender Frühgeburt multi-morbide und muss etliche Medikamente nehmen. Sein Vater, Beaumont sr., ist ebenfalls Pathologe, aber eher von der technisch alten Schule.
Oft arbeitet er mit der Polizistin Annalise Villa zusammen, wobei es immer wieder zu Streitigkeiten zwischen den beiden kommt.

## Besetzung
Die deutschsprachige Synchronisation der Serie entstand bei der Antares Film in Berlin nach Dialogbüchern von Marc Boettcher, Thomas Maria Lehmann und Susanne Boetius unter der Dialogregie von Boettcher und Boetius.
| Rolle                     | Schauspieler         | Hauptrolle | Nebenrolle | Synchronsprecher |
| ------------------------- | -------------------- | ---------- | ---------- | ---------------- |
| Dr. Beaumont Rosewood Jr. | Morris Chestnut      | 1.01–2.22  |            | Simon Derksen    |
| Det. Annalise Villa       | Jaina Lee Ortiz      | 1.01–2.22  |            | Mia Diekow       |
| Pippy Rosewood            | Gabrielle Dennis     | 1.01–2.22  |            | Nadine Zaddam    |
| Tara Milly Izikoff        | Anna Konkle          | 1.01–2.22  |            | Sonja Spuhl      |
| Captain Ira Hornstock     | Domenick Lombardozzi | 1.01–2.22  |            | Detlef Bierstedt |
| Donna Rosewood            | Lorraine Toussaint   | 1.01–2.22  |            | Arianne Borbach  |
| Kat Crawford              | Nicole Ari Parker    |            | 1.01–1.11  | Claudia Gáldy    |

## Episodenliste

### Staffel 1
| Nr. (ges.) | Nr. (St.) | Deutscher Titel                      | Originaltitel                             | Erstausstrahlung USA | Deutschsprachige Erstausstrahlung (D/CH) | Regie              | Drehbuch                                         | Quoten (USA) |
| ---------- | --------- | ------------------------------------ | ----------------------------------------- | -------------------- | ---------------------------------------- | ------------------ | ------------------------------------------------ | ------------ |
| 1          | 1         | Yin und Yan                          | Pilot                                     | 23. Sep. 2015        | 14. März 2017                            | Richard Shepard    | Todd Harthan                                     | 7,54 Mio.    |
| 2          | 2         | Treue und Glühwürmchen               | Fireflies and Fidelity                    | 30. Sep. 2015        | 14. März 2017                            | Timothy Busfield   | Todd Harthan                                     | 6,24 Mio.    |
| 3          | 3         | Habenichts und Hämatome              | Have-Nots and Hematomas                   | 7. Okt. 2015         | 21. März 2017                            | Milan Cheylov      | Andy Berman                                      | 5,75 Mio.    |
| 4          | 4         | Vandalismus und Vitamine             | Vandals and Vitamins                      | 14. Okt. 2015        | 21. März 2017                            | Eriq La Salle      | Eli Attie, Eli Attie & John Sotos                | 5,03 Mio.    |
| 5          | 5         | Abschied und Neuanfang               | Necrosis and New Beginnings               | 21. Okt. 2015        | 28. März 2017                            | Eric Laneuville    | Nkechi Okoro Carroll                             | 5,27 Mio.    |
| 6          | 6         | Polizisten und Pferde                | Policies and Ponies                       | 4. Nov. 2015         | 4. Apr. 2017                             | Michael Zinberg    | Evan Bleiweiss                                   | 5,05 Mio.    |
| 7          | 7         | Vater und Sohn                       | Quadriplegia and Quality Time             | 11. Nov. 2015        | 11. Apr. 2017                            | Terrence O’Hara    | Marqui Jackson                                   | 5,17 Mio.    |
| 8          | 8         | Blutjagd und Baseballkarten          | Bloodhunt and Beats                       | 18. Nov. 2015        | 18. Apr. 2017                            | James Roday        | Andy Berman & Jameal Turner                      | 4,72 Mio.    |
| 9          | 9         | Modefreaks und Mordwaffen            | Fashionistas and Fasciitis                | 25. Nov. 2015        | 25. Apr. 2017                            | Milan Cheylov      | Lisa Morales                                     | 4,64 Mio.    |
| 10         | 10        | Scharade und das Spiel des Todes     | Aortic Ateresia and Art Installations     | 2. Dez. 2015         | 2. Mai 2017                              | Millicent Shelton  | Todd Harthan & Evan Bleiweiss                    | 5,04 Mio.    |
| 11         | 11        | Gefährliche Kunst und tödliche Rache | Paralytics and Priorities                 | 2. März 2016         | 9. Mai 2017                              | Milan Cheylov      | Diana Mendez                                     | 3,52 Mio.    |
| 12         | 12        | Neue Partner und seelische Stützen   | Negative Autopsies and New Partners       | 9. März 2016         | 13. Mai 2017                             | Sarah Pia Anderson | Marqui Jackson                                   | 3,72 Mio.    |
| 13         | 13        | Falsche Kugeln und falsche Freunde   | Ballistics and BFFs                       | 16. März 2016        | 20. Mai 2017                             | Vahan Moosekian    | D. Harrington Miller                             | 3,72 Mio.    |
| 14         | 14        | Schein und Sein                      | Hydrocephalus and Hard Knocks             | 23. März 2016        | 20. Mai 2017                             | James Roday        | Nkechi Okoro Carroll                             | 3,74 Mio.    |
| 15         | 15        | Arteriosklerose und Brokkoli         | Atherosclerosis and the Alabama Flim-Flam | 30. März 2016        | 27. Mai 2017                             | David Crabtree     | Andy Berman & Evan Bleiweiss                     | 5,20 Mio.    |
| 16         | 16        | Todessturz und Zukunftspläne         | Dead Drops and Disentanglement            | 13. Apr. 2016        | 27. Mai 2017                             | David Solomon      | Jameal Turner                                    | 4,53 Mio.    |
| 17         | 17        | Seidenraupen und Seifenopern         | Silkworms y Silencio                      | 20. Apr. 2016        | 3. Juni 2017                             | Roxann Dawson      | Todd Harthan, Jake Zebede                        | 4,64 Mio.    |
| 18         | 18        | Wetten und Wasserleichen             | Thorax, Thrombosis & Threesomes           | 27. Apr. 2016        | 3. Juni 2017                             | Ian Toynton        | Marc Halsey                                      | 4,86 Mio.    |
| 19         | 19        | Süße und bittere Geheimnisse         | Sudden Death & Shades Deep                | 4. Mai 2016          | 10. Juni 2017                            | David Straiton     | Marqui Jackson, D. Harrington Miller & Eli Attie | 4,35 Mio.    |
| 20         | 20        | Knochenkunde und Razziabeute         | Keratin & Kissyface                       | 11. Mai 2016         | 10. Juni 2017                            | James Roday        | Evan Bleiweiss & Diana Mendez                    | 4,32 Mio.    |
| 21         | 21        | Zwillinge und Doppelgänger           | Wooberite & the Women of Rosewood         | 18. Mai 2016         | 17. Juni 2017                            | Eric Laneuville    | Andy Berman                                      | 4,77 Mio.    |
| 22         | 22        | Dates und Deals                      | Badges & Bombshells                       | 25. Mai 2016         | 17. Juni 2017                            | Milan Cheylov      | Todd Harthan & Marc Halsey                       | 3,50 Mio.    |

### Staffel 2
| Nr. (ges.) | Nr. (St.) | Deutscher Titel                            | Originaltitel                      | Erstausstrahlung USA | Deutschsprachige Erstausstrahlung (D) | Regie             | Drehbuch                                     | Quoten (USA) |
| ---------- | --------- | ------------------------------------------ | ---------------------------------- | -------------------- | ------------------------------------- | ----------------- | -------------------------------------------- | ------------ |
| 23         | 1         | Campus und Karriere                        | Forward Motion and Frat Life       | 22. Sep. 2016        | 1. Aug. 2017                          | Deran Serafian    | Todd Harthan                                 | 3,65 Mio.    |
| 24         | 2         | Lügen und Legasthenie                      | Secrets and Silent Killers         | 29. Sep. 2016        | 8. Aug. 2017                          | Deran Serafian    | Nkechi Okoro Carroll                         | 3,60 Mio.    |
| 25         | 3         | Boxer und Bonbons                          | Eddie and the Empire State of Mind | 6. Okt. 2016         | 15. Aug. 2017                         | Eric Laneuville   | Andy Berman                                  | 3,77 Mio.    |
| 26         | 4         | Boote und Beute                            | Boatopsy and Booty                 | 13. Okt. 2016        | 22. Aug. 2017                         | Cherie Nowlan     | Marc Halsey                                  | 3,51 Mio.    |
| 27         | 5         | Rinderwahn und Religion                    | Spirochete and Santeria            | 27. Okt. 2016        | 29. Aug. 2017                         | Michael Zinberg   | Evan Bleiweiss                               | 3,39 Mio.    |
| 28         | 6         | Team Rosie und Team Villa                  | Tree Toxins and Three Stories      | 3. Nov. 2016         | 5. Sep. 2017                          | Kenneth Fink      | Marqui Jackson & D. Harrington Miller        | 3,39 Mio.    |
| 29         | 7         | Lidocain und Liebeslust                    | Lidocaine and Long-Term Lust       | 10. Nov. 2016        | 12. Sep. 2017                         | David Crabtree    | Melissa Scrivner Love                        | 3,33 Mio.    |
| 30         | 8         | Familien und Frittiertes                   | Prosopagnosia and Parrot Fish      | 17. Nov. 2016        | 19. Sep. 2017                         | David Rodriguez   | Jameal Turner                                | 3,07 Mio.    |
| 31         | 9         | Verlorener Leichnam und verlorene Tochter  | Half-Life and Havana Nights        | 1. Dez. 2016         | 26. Sep. 2017                         | Oz Scott          | Diana Mendez                                 | 3,11 Mio.    |
| 32         | 10        | Bakterien und Brüder                       | Bacterium and the Brothers Panitch | 6. Jan. 2017         | 3. Okt. 2017                          | James Roday       | Andy Berman & Evan Bleiweiss                 | 3,03 Mio.    |
| 33         | 11        | Mumien und Meer                            | Mummies and Meltdowns              | 13. Jan. 2017        | 10. Okt. 2017                         | Deran Serafian    | Todd Harthman & Nkechi Okoro                 | 2,86 Mio.    |
| 34         | 12        | Könige und Karriere                        | Asphyxiation and Aces              | 20. Jan. 2017        | 17. Okt. 2017                         | Vahan Moosekian   | Marc Halsey                                  | 2,87 Mio.    |
| 35         | 13        | Kugelfisch und Konkurrenten                | Puffer Fish & Personal History     | 27. Jan. 2017        | 24. Okt. 2017                         | James Roday       | Marqui Jackson                               | 2,83 Mio.    |
| 36         | 14        | Wahlverwandtschaften und der Weg nach oben | White Matter and the Ways Back     | 3. Feb. 2017         | 31. Okt. 2017                         | Eric Laneville    | D. Harrington Miller                         | 2,61 Mio.    |
| 37         | 15        | Liebes- und Lügengeschichten               | Clavicle Trauma & Closure          | 10. Feb. 2017        | 7. Nov. 2017                          | Kelli Williams    | Melissa Scrivner Love                        | 2,91 Mio.    |
| 38         | 16        | Freund- und Feindschaften                  | Benzodiazepine & the Benjamins     | 17. Feb. 2017        | 14. Nov. 2017                         | Millicent Shelton | Eric Bleiweiss & Jake Mateo Zebede           | 2,74 Mio.    |
| 39         | 17        | Hochzeitspläne und harte Landungen         | Radiation & Rough Landings         | 24. Feb. 2017        | 21. Nov. 2017                         | Hanelle Culpepper | Marc Halse & Diana Mendez                    | 2,69 Mio.    |
| 40         | 18        | Märchenprinzessin und Mord                 | Fairy Tales & Frozen Truths        | 31. März 2017        | 28. Nov. 2017                         | Ian Toynton       | Megan McNamara                               | 2,53 Mio.    |
| 41         | 19        | Schlagstöcke und schwarzes Fieber          | Naegleria & Neighborhood Watch     | 7. Apr. 2017         | 5. Dez. 2017                          | Gregg Simon       | Marqui Jackson & Jameal Turner               | 2,48 Mio.    |
| 42         | 20        | Fliegenlarven und Fingerhut                | Calliphoridae & Country Roads      | 14. Apr. 2017        | 12. Dez. 2017                         | David Crabtree    | Melissa Scrivner Love & D. Harrington Miller | 2,48 Mio.    |
| 43         | 21        | Amparo und der amerikanische Traum         | Amparo & the American Dream        | 21. Apr. 2017        | 19. Dez. 2017                         | Vahan Moosekian   | Andy Berman & Michael Notarlie               | 2,85 Mio.    |
| 44         | 22        | Feuergefechte und Fluchtversuche           | Blistering Heat & Brotherly Love   | 28. Apr. 2017        | 26. Dez. 2017                         | Deran Sarafian    | Todd Harthan                                 | 2,96 Mio.    |